# Serbien og Montenegro ved OL
Serbien og Montenegro deltog i seks olympiske lege, hvor af fire (to vinter- og to sommer-OL) under navnet Forbundsrepublikken Jugoslavien. De blev da af Den Internationale Olympiske Komité sorteret under landskoden YUG, som noget fejlagtig angiver dem som direkte efterfølger af Jugoslavien.

## Medaljeoversigt
| Serbien og Montenegros medaljer under de olympiske sommerlege | Serbien og Montenegros medaljer under de olympiske sommerlege | Serbien og Montenegros medaljer under de olympiske sommerlege | Serbien og Montenegros medaljer under de olympiske sommerlege | Serbien og Montenegros medaljer under de olympiske sommerlege | Serbien og Montenegros medaljer under de olympiske sommerlege |                     | Serbien og Montenegros medaljer under de olympiske vinterlege | Serbien og Montenegros medaljer under de olympiske vinterlege | Serbien og Montenegros medaljer under de olympiske vinterlege | Serbien og Montenegros medaljer under de olympiske vinterlege | Serbien og Montenegros medaljer under de olympiske vinterlege | Serbien og Montenegros medaljer under de olympiske vinterlege |
| Lege                                                          | Guld                                                          | Sølv                                                          | Bronze                                                        | Totalt                                                        | Rang                                                          | Lege                | Guld                                                          | Sølv                                                          | Bronze                                                        | Totalt                                                        | Rang                                                          |                                                               |
| 1996 Atlanta                                                  | som Jugoslavien                                               | som Jugoslavien                                               | som Jugoslavien                                               | som Jugoslavien                                               | som Jugoslavien                                               | 1998 Nagano         | som Jugoslavien                                               | som Jugoslavien                                               | som Jugoslavien                                               | som Jugoslavien                                               | som Jugoslavien                                               |                                                               |
| 2000 Sydney                                                   | som Jugoslavien                                               | som Jugoslavien                                               | som Jugoslavien                                               | som Jugoslavien                                               | som Jugoslavien                                               | 2002 Salt Lake City | som Jugoslavien                                               | som Jugoslavien                                               | som Jugoslavien                                               | som Jugoslavien                                               | som Jugoslavien                                               |                                                               |
| 2004 Athen                                                    | 0                                                             | 2                                                             | 0                                                             | 2                                                             | 61                                                            | 2006 Torino         | 0                                                             | 0                                                             | 0                                                             | 0                                                             | –                                                             |                                                               |
| Totalt                                                        | 0                                                             | 2                                                             | 0                                                             | 2                                                             |                                                               | Totalt              | 0                                                             | 0                                                             | 0                                                             | 0                                                             |                                                               |                                                               |